# Fernando Alessandri
Fernando Alessandri Rodríguez (Santiago, 21 mei 1897 - aldaar, 27 maart 1982) was een Chileens politicus.
Hij was de zoon van president Arturo Alessandri Palma (1868-1950) en van Rosa Ester Rodríguez Velasco (1872-1936). Hij studeerde rechten aan de Universiteit van Chili. Hij promoveerde in 1919 tot doctor in de rechten. In 1922 werd hij hoogleraar in het procesrecht aan de Universiteit van Chili. Tijdens het eerste presidentschap van zijn vader (1920-1925) werkte hij als diens persoonlijk secretaris. Hij speelde een belangrijke rol tijdens de campagne van zijn vader in aanloop naar de presidentsverkiezingen van 1932. Bij het tweede ambtstermijn van zijn vader (1932-1938) was hij diens voornaamste assistent.
Van 1934 tot 1969 was Alessandri lid van de Senaat. Na het overlijden van zijn vader in 1950 volgde hij hem op als voorzitter van de Senaat (1950-1958). Hij behoorde tot de Partido Liberal (Liberale Partij).
Alessandri was bij de presidentsverkiezingen van 1946 kandidaat voor diverse burgerlijke en centrumrechtse partijen die de andere kandidaat van centrumrechts Eduardo Cruz-Coke weigerden te steunen. Door de verdeeldheid in het centrumrechtse kamp won de gezamenlijke kandidaat van centrumlinks, Gabriel González Videla, de verkiezingen.
Zijn afnemend gezichtsvermogen leidde in 1966 tot zijn ontslag als hoogleraar. In 1969 weigerde hij zich te kandideren voor een nieuwe termijn als senator.
Alessandri was tweemaal getrouwd: eerst met Olga Lyon Vial (in 1924), en na haar overlijden met Juanita Izquierdo Huneeus (1954). Uit zijn eerste huwelijk werd een zoon geboren, die echter op driejarige leeftijd overleed.